# Ісупов Рудольф Васильович
Рудольф Васильович Ісупов (рос. Рудольф Васильевич Исупов; 31 грудня 1936, селище Ханіно, Суворовський район, Тульська область — 30 грудня 2021) — радянський футболіст. Воротар, більшість кар'єри провів у команді «Металург» (Тула). Увійшов до символічної збірної тульського футболу XX сторіччя.
Електрослюсар за фахом. Виступав за «Енергію» з районного центру Суворов, потім грав за «Труд» (Тула), але не зумів закріпитися в команді. Служив у війську, потім грав за «Труд» (Воронеж), «Карпати» (Львів), «Нафтовик» (Дрогобич) і повернувся до «Металурга» (Тула), де й провів решту кар'єри. Продовжував грати у футбол навіть після нещасного випадку — після одного з тренувань зачепився обручкою за гачок на каркасі воріт і втратив палець.
Коли у 2000 році газета «Тульский курьер» після опитування спортивних журналістів, ветеранів і вболівальників склала символічну збірну тульського футболу XX сторіччя, то Рудольф Ісупов був включений туди, як найкращий воротар.